# Pavoraja mosaica
Pavoraja mosaica är en rockeart som beskrevs av Last, Mallick och Yearsley 2008. Pavoraja mosaica ingår i släktet Pavoraja och familjen egentliga rockor. IUCN kategoriserar arten globalt som livskraftig. Inga underarter finns listade i Catalogue of Life.